# بوبي جونز (مدرب كرة سلة)
بوبي جونز (بالإنجليزية: Bobby Jones)‏ هو مدرب كرة سلة أمريكي، ولد في 9 يناير 1962 في ماكون في الولايات المتحدة.